# Roppeviller
Roppeviller é uma comuna francesa na região administrativa de Grande Leste, no departamento de Mosela. Estende-se por uma área de 13,77 km². Em 2010 a comuna tinha 105 habitantes (densidade: 7,6 hab./km²).